# True Blue (cântec)
„True Blue” este un cântec al interpretei americane Madonna pentru cel de-al treilea ei album de studio cu același nume (1986). Piesa a fost lansată drept cel de-al treilea disc single extras de pe album la 17 septembrie 1986 sub egida casei de discuri Sire Records. Compusă de Madonna și Steve Bray, melodia vorbește despre sentimentele artistei pentru fostul ei soț, Sean Penn. Din punct de vedere muzical, este un cântec dance-pop cu o instrumentație alcătuită dintr-o chitară de ritm, un sintetizator, o claviatură, și baterie. Refrenul principal este susținut de unul alternativ, încorporând o progresie de acorduri întâlnită de regulă în muzica doo-wop.
Considerată de către critici a fi o piesă voioasă, drăguță și retro, „True Blue” a ocupat prima poziție a clasamentelor din Regatul Unit, Irlanda și Canada, devenind totodată cel de-al zecelea șlagăr consecutiv de top zece al Madonnei în clasamentul Billboard Hot 100 din Statele Unite, ocupând locul trei. Videoclipul muzical original al melodiei o prezintă pe artistă într-o înfățișare nouă, cu un păr blond auriu și stufos. Un videoclip alternativ a fost realizat prin intermediul concursului „Make My Video” organizat de MTV. Clipurile selectate finaliste au avut o temă similară decorului inspirat de anii '50, precum și un scenariu care urmărește versurile cântecului. „True Blue” a fost interpretat în turneele Who's That Girl World Tour (1987) și Rebel Heart (2015–2016).

## Informații generale
Atunci când Madonna a început să lucreze la cel de-al treilea ei album de studio, True Blue, în anul 1985, cântăreața avea deja o relație cu actorul american Sean Penn, cu care s-a căsătorit la sfârșitul anului. Materialul discografic a reprezentat primul album la care solista a contribuit în calitate de producător, dorindu-și să adauge propriul „rafinament” asupra acestuia. Optimismul solistei a fost asimilat în cântecele create, printre care și „True Blue”, compus și produs împreună cu Stephen Bray. Potrivit Madonnei, titlul a fost dat de expresia preferată a lui Penn, reprezentând o viziune pură asupra dragostei. Atât piesa, cât și albumului, i-au fost dedicate lui Penn, „celui mai tare tip din univers”. În timpul unui interviu, Bray a spus, „Ea [Madonna] era foarte îndrăgostită. Era limpede că dacă este îndrăgostită, va compune cântece de dragoste. Dacă nu era îndrăgostită, cu siguranță nu ar fi compus cântece de dragoste.” În anul 2015, Madonna a spus că „True Blue” este o melodie despre iubirea adevărată, adăugând: „nu prea știu despre ce vorbeam atunci când am compus-o.”

## Structura muzicală și versurile
„True Blue” este un cântec dance-pop ce a fost inspirat atât de formațiile muzicale feminine din anii '60, considerate în mod direct precursoare ale sunetului muzicii Madonnei, cât și de muzica cu care artista a crescut în orașul ei natal, Detroit. Piesa este compusă în tonalitatea Si major și are o măsură complexă de patru metri, utilizată frecvent în genul muzical doo-wop, precum și un tempo moderat de 118 bătăi pe minut. Instrumentația melodiei este alcătuită dintr-o chitară de ritm, un sintetizator, o claviatură, și baterie pentru linia bas, având o secvență simplă de I–vi–IV–V (Si–Sol♯minor–Mi–Fa♯) drept progresie de acorduri.
Vocea Madonnei se întinde un pic mai puțin decât o octavă și jumătate, de la nota Fa♯3 la nota Si4. Refrenul este susținut de sunetele unor clopoței, un vers alternativ—„This time I know it's true” (ro.: „De data asta știu că e adevărat”)— care este cântat în timpul interludiului de un acompaniament vocal alcătuit din trei femei, și o secvență de bas introductivă pentru cel de-al doilea refren. Versurile sunt construite după o structură tradițională de tipul vers-refren, tema principală a acestora fiind sentimentele Madonnei față de Penn; este folosit cuvântul arhaic „dear” (ro: „dragule”) în versul „Just think back and remember, dear” (ro.: „Doar gândește-te și amintește-ți, dragule”). Potrivit lui Lucy O'Brien, autoarea biografiei Madonna: Like an Icon, structura strofă-și-refren amintește de single-ul „Chapel of Love” lansat de formația The Dixie Cups în anul 1964, solistele de fundal Siedah Garrett și Edie Lehman însoțesc vocea „de fetișcană” a Madonnei asemenea unui cor.

## Recepția criticilor

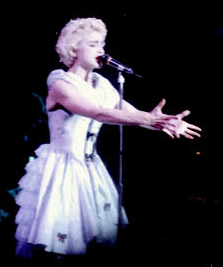
Madonna cântând „True Blue” într-un concert din cadrul turneului Who's That Girl World Tour (1987).

Davitt Sigerson de la revista Rolling Stone a spus că piesa „irosește un beat clasic și un titlu extrem de promițător”. În cartea sa intitulată Madonna: Biografia Intimă, jurnalistul J. Randy Taraborrelli a opinat că este „cel mai voios și distractiv cântec de pe întregul album True Blue, având o atmosferă retro a anilor '50”. Autorul Maury Dean a relatat în cartea Rock 'n' Roll Gold Rush că melodia este „o capodoperă a simplității întrețesute cu o complexitate secretă”, adăugând că „pe de o parte, este un simplu cântecel Streetcorner cu patru acorduri banale. Într-un alt context, este o pătură de contrapunct armonic, cu un timbru înstelat, răsucit, și o energie dinamică.” Rikky Rooksby a opinat în cartea The Complete Guide to the Music of Madonna că „True Blue” a reprezentat „o versiune mai rapidă și mai siropoasă a lui «Shoo-Bee-Do» (de pe Like a Virgin]) cu rime telegrafiate... [Este] un cântec doar drăguț, și nu se ridică la așteptările de a fi piesa eponimă unui album”. O'Brien a retrogradat melodia drept „un simplu cântecel” ce conține „nostalgie siropoasă”, însă vocea convingătoare a Madonnei o face să sune contemporană.
Un redactor al ziarului The Wichita Eagle s-a declarat a fi neîncântat de piesă, fiind de părere că este „castrat și fără exuberanță” în comparație cu restul materialului prezent pe album. Cu toate acestea, Daniel Brogan de la ziarul Chicago Tribune] a considerat că melodia este bună, numind-o „[la fel de] impresionantă” ca restul albumului, în timp ce Jan DeKnock de la aceeași publicație a scris că este „fermecătoare”. Steve Morse de la ziarul The Boston Globe a descris cântecul drept „o tentativă de a fi Elena din Troia a anilor '80”, iar Sal Cinquemani de la Slant Magazine l-a numit „o întoarcere autentică la era grupurilor de fete din muzica pop”. Stephen Thomas Erlewine de la website-ul AllMusic a spus că „True Blue” a fost „adevăratul truc” al Madonnei în păstrarea statului de „divă dance-pop”, amintind de influența fetelor clasice din pop.
Într-un articol publicat pe Stuff.co.nz, James Croot a listat cântecul drept „gloria triumfătoare” a albumului, descriindu-l drept „un șlagăr ritmat și inspirat de anii '50, o simplă melodie pop confecționată perfect”. Terry Hearn de la website-ul The Metropolist a opinat că „True Blue” este o piesă „demodată și simplistă” care nu ar putea fi încadrată într-un anumit gen muzical. Redactoarea a comparat vocea Madonnei cu melodiile formației The Supremes și normele anilor '50–'60. Hearn și-a încheiat articolul spunând, „Desigur, să auzim asta de la o femeie care cânta «Like a Virgin» cu un an în urmă ar putea fi derutant, însă ce performanță este să îi șochezi pe oameni prin a fi atât de simplu și pur. Reprezintă o inversiune inteligentă a așteptărilor pe care cei din jur le au de la muzica pop.” Larry Bartleet de la revista NME l-a clasat drept unul dintre cele mai bune single-uri ale Madonnei, descriind-o drept „o melodie pop ritmată cu versuri despre o iubire eșuată”.

## Performanța în clasamentele muzicale
„True Blue” a fost lansat în Statele Unite în luna octombrie a anului 1986. Cântecul a debutat în clasamentul Billboard Hot 100 pe locul 40, urcând șase săptămâni mai târziu pe poziția sa maximă, locul trei. Piesa și-a menținut poziția pentru trei săptămâni consecutive, și a acumulat un total de 16 săptămâni de prezență în top. Melodia a avut o performanță la fel de bună și în celelalte ierarhii Billboard în care a activat, ocupând locul cinci în clasamentul Adult Contemporary, și locul șase în clasamentul Hot Dance Club Songs. În octombrie 1998, single-ul a fost premiat cu discul de aur de către Recording Industry Association of America (RIAA) pentru cele peste 500.000 de copii expediate. În Canada, cântecul a debutat pe locul 84 în topul RPM Singles la 27 septembrie 1986, a petrecut o săptămână pe locul întâi în noiembrie 1986, și a rămas în clasament timp de 23 de săptămâni. În mod concomitent, a ocupat locul 37 în topul de final al anului.
În Regatul Unit, „True Blue” a fost lansat în luna septembrie a anului 1986. A debutat pe locul trei în ierarhia UK Singles Chart, ascensionând către prima poziție în următoarea săptămână și devenind astfel cel de-al treilea single al Madonnei care ajunge pe locul întâi. Piesa a primit discul de aur în octombrie 1986 din partea British Phonographic Industry (BPI). Potrivit datelor furnizate de Official Charts Company, melodia s-a vândut în 557.000 de exemplare în această regiune până în august 2016. Melodia a petrecut două săptămâni pe primul loc în Irlanda, devenind cel de-al patrulea disc single al Madonnei ce ajunge pe locul unu în topul Irish Singles. Cântecul a obținut poziții de top cinci atât în Australia, cât și în Noua Zeelandă, fiind premiat cu discul de platină de către Australian Recording Industry Association (ARIA) pentru depășirea pragului de 70.000 de exemplare vândute. În Europa, „True Blue” a ocupat prima poziție a ierarhiei Eurochart Hot 100 pentru o săptămână, în octombrie 1986. A devenit un șlagăr de top cinci în Belgia, Italia și Olanda, și s-a clasat în top zece în Austria, Elveția, Franța și Germania.

## Videoclipurile muzicale

### Versiunea oficială

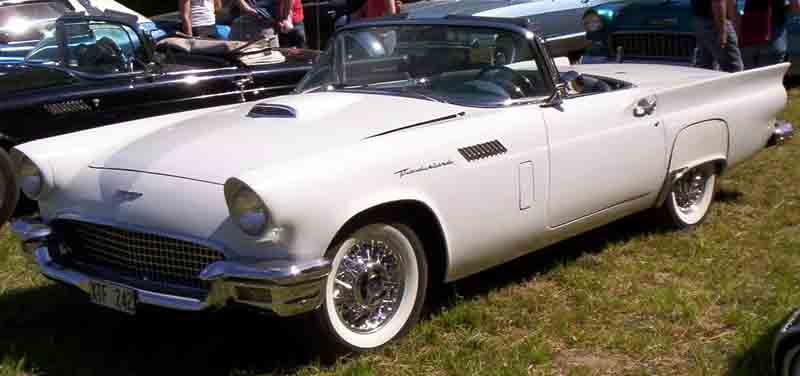
O mașină decapotabilă Ford Thunderbird din 1957 (fotografie) a fost utilizată în videoclipul muzical

Cântecul „True Blue” a fost acompaniat de două videoclipuri muzicale. Filmat la începutul lunii septembrie 1986 în New York, propriul videoclip al Madonnei a fost regizat de James Foley, alături de care solista a lucrat la clipurile melodiilor „Live to Tell” și „Papa Don't Preach”. Producția a fost realizată de Robert Colesberry și David Massar, în timp ce Michael Ballhaus a contribuit în calitate de cameraman. Varianta lui Foley o prezintă pe Madonna împreună cu trei dansatoare și o mașină din anii '50 într-un local complet albastru. Artista își schimbă ulterior coafura cu păr până la umeri din „Papa Don't Preach” într-un păr blond auriu și stufos, cântând melodia în mișcări coregrafiate, împreună cu dansatoarele. Clipul înfățișează o întoarcere la cultura tinerilor rock 'n' roll din anii '50.
Fundalul albastru se modifică într-unul cu o zi însorită, pe măsură ce Madonna cântă „The sun is bursting right out of the sky” (ro.: „Soarele izbucnește de undeva din ceruri”) pentru a corespunde cu semnificația versurilor. Două dintre prietenele apropiate ale Madonnei, Erika Belle și Debi Mazar, apar în clip. Videoclipul a fost lansat într-o perioadă în care solista a trecut printr-o căsnicie ratată cu fostul ei soț, actorul Sean Penn. În această perioadă, Madonna a pus accent pe un stil vestimentar și o atitudine tradițională, și a încercat să respecte rolurile tradiționale ale genurilor. După tranziția de la imaginea de „boy-toy” (ro.: „jucărie de băieți”)  prin intermediul videoclipului „Live to Tell”, Madonna a adoptat o nouă înfățișare pentru acest clip. De asemenea, solista a participat la ședințe de aerobic organizate la centrul medical The Sports Connection din Hollywood, contribuind la aspectul atenuat din videoclip.

### Concursul „Make My Video”
Casa de discuri Sire Records a decis să opteze în Statele Unite la o metodă de promovare care să îi implice pe telespectatorii MTV să își creeze propriul videoclip pentru cântecul „True Blue”. În toamna anului 1986, MTV și-a invitat spectatorii să își trimită propriile clipuri. Competiția a fost cunoscută sub numele de „Madonna's «Make My Video» Contest” (ro.: „Concursul Madonnei «Fă-mi videoclipul»”). Câștigătorul a fost premiat cu o călătorie către studioul MTV din New York, acolo unde artista îi va înmâna un cec în valoare de 25 de mii de dolari în direct la MTV. Mii de spectatori au depus înregistrări video care au fost în principal realizate cu ajutorul unor echipamente video artizanale, în timp ce actorii au fost fie ei înșiși, fie rude. Editorul Peter Danielson a spus că majoritatea videoclipurilor înscrise înfățișează adolescenți imitând-o pe Madonna. Toate înscrierile au fost difuzate pe MTV în mod continuu, așa cum a fost promis. Același cântec a fost redat pe parcursul unei zile întregi, însă de fiecare dată cu un videoclip diferit realizat de finaliști. Autoarea Lisa A. Lewis a spus că acest eveniment a reliefat efectul pe care Madonna îl are asupra unor diverse categorii de audiență datorită popularității și răspunsului puternic pentru concurs. MTV a selectat zece finaliști, în mare parte pe baza nivelului de popularitate decât în funcție de ingeniozitatea producției sau creativitatea conceptului.
Conceptele utilizate în videoclip au fost vaste și au inclus numeroase idei diferite de a interpreta semnificația versurilor. Ultimele trei înregistrări selecționate au portretizat o producție specifică anilor '50, făcând referire la conținutul tematic al cântecului. Narațiunea piesei legată de „Iubirea adevărată” a constituit baza videoclipurilor semi-finaliștilor, însă a fost utilizată în moduri foarte diferite. Clipurile au fost regizate prezentând romantism heterosexual, deși niciun protagonist bărbat sau femeie nu a fost nominalizat în mod particular. Unii dintre concurenți au adoptat tehnica montajului literal, decât structurarea videoclipului în jurul unui fir narativ.
Videoclipul câștigător a fost filmat de Angel Garcia și Cliff Guest cu un buget de sub o mie de dolari (echivalentul a 2.286 de dolari în 2018), și au fost premiați cu un premiu în bani în valoare de 25 de mii de dolari (echivalentul a 57.142 de dolari în 2018). Clipul portretizează o fată (rol jucat de sora regizorului, Anabel Garcia) fiind ajutată și ghidată de prietenele ei care îi fac cunoștință cu un băiat. Fata merge chiar și la ușa băiatului pentru a-i oferi flori, inversând astfel tiparul obișnuit dirijat de către gen în ceea ce privește dăruirea cadourilor. Protagonistul este înfățișat drept un „băiat perfect” (rol jucat de William Fitzgibbon) cu calități precum aspect fizic atrăgător, drăgălășenie și caracter jucăuș (după versul „You're my best friend”) fără tentă sexuală. Videoclipul îl prezintă în contrast cu un băiat egoist care își pune ochelarii de soare, își aruncă geaca de piele peste umăr și pleacă de lângă fată. Alte clipuri au înfățișat o fată ce tânjește după marinarul ei, ocupat cu relațiile Sovieto-Americane, sau un cuplu ce se ceartă, protagonista fiind portretizată într-o scenă inspirată de videoclipul muzical al Tinei Turner pentru single-ul „What's Love Got to Do with It” din 1984.

## Interpretări live

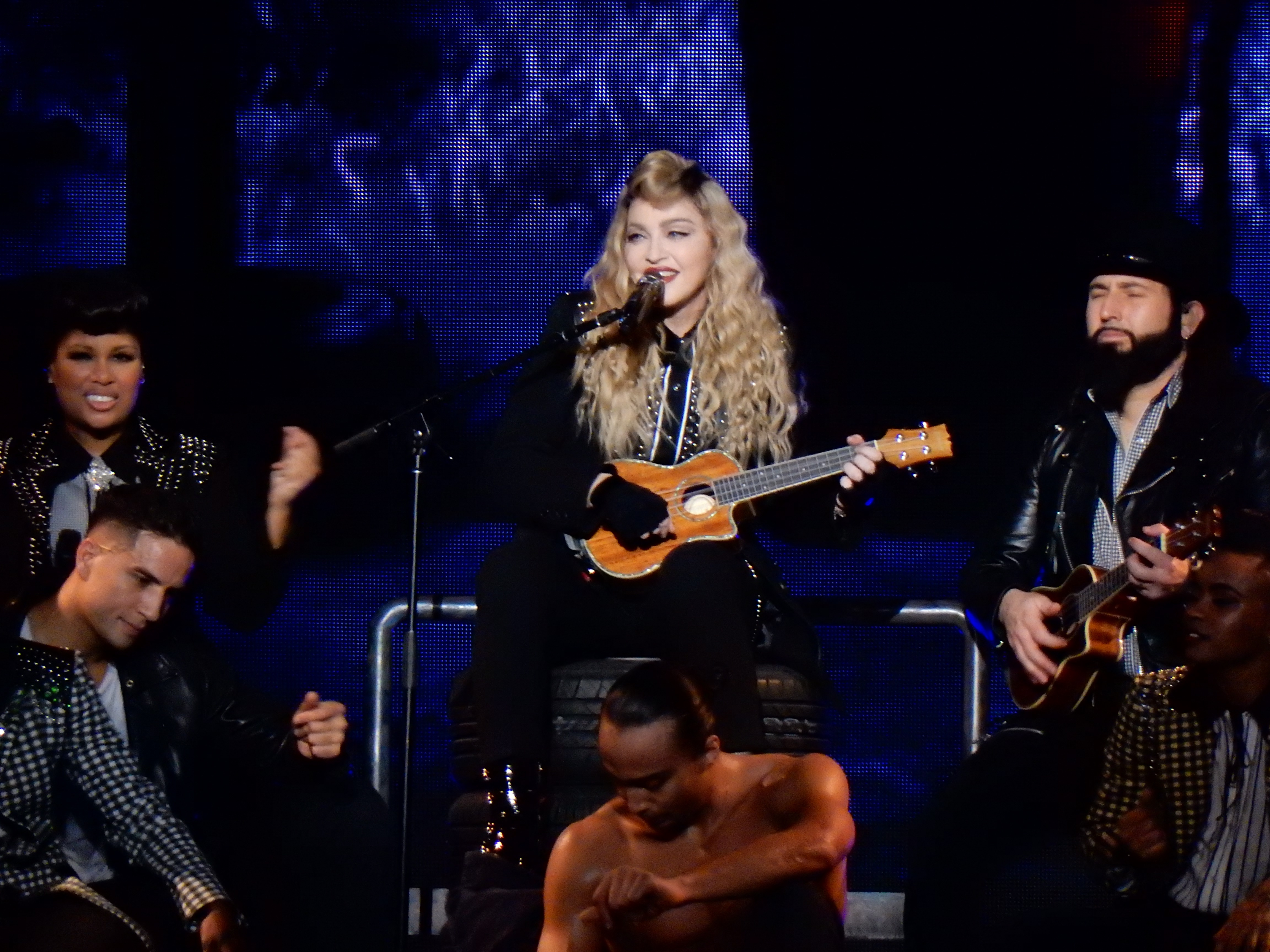
Madonna interpretând o versiune acustică a single-ului „True Blue” în turneul Rebel Heart (2015–2016).

Madonna a cântat piesa pentru prima oară în turneul Who's That Girl World Tour din 1987. După finalizarea interpretării cântecului „Lucky Star”, artista a apărut pe scenă purtând o rochia de catifea albastră. Aflată într-un decor similar celui din videoclip, Madonna a fost însoțită de dansatoarele care au jucat rolul prietenelor. La sfârșitul melodiei, un dansator o invită pe solistă la dans. Atât acest număr, cât și altele din cadrul turneului, au fost coregrafiate de Jeffrey Hornaday, care a lucrat la filmul Flashdance - Strălucirea dansului (1983). Două interpretări diferite ale melodiei pot fi regăsite pe lansările video Who's That Girl: Live in Japan, filmat în Tokyo, Japonia, la 22 iunie 1987, și Ciao Italia: Live from Italy, filmat în Torino, Italia, la 4 septembrie 1987.
Madonna nu a mai cântat „True Blue” până la turneul Rebel Heart din 2015–2016. Solista a cântat piesa într-o versiune interpretată la chitare ukulele, stând în vârful unor anvelope și rugând publicul să cânte alături de ea. Într-un articol publicat de ziarul Daily News, Jim Farber a considerat că în timpul momentului „[Madonna] a reliefat o sinceritate rară”, în timp ce Jordan Zivitz de la ziarul Montreal Gazette a opinat că „a fost pe cât de adorabil, pe atât de bizar, supradimensionat de o cântare spontană a peste 16.000 de voci, și o clipă în care pielea de găină s-a simțit mai grandioasă decât exponatele care o înconjurau”. Glenn Gamboa de la ziarul Newsday a împărtășit o opinie similară, spunând că „versiunea acustică și simpatică pentru «True Blue» a fost o plecăciune rară pentru romantism, unul dintre cele mai dulci sentimente ale Madonnei”. Interpretările care au avut loc la spectacolele de pe 19 și 20 martie 2016 la Arena Allphones din Sydney a fost înregistrată și lansată pe cel de-al cincilea album live al Madonnei, Rebel Heart Tour.

## Ordinea pieselor pe disc și formate
| - Single 7" distribuit în Europa 1. „True Blue” (Remix/Edit) – 4:22 2. „Holiday” (Edit) – 3:50 - Single 7" distribuit în Statele Unite și Japonia 1. „True Blue” – 4:16 2. „Ain't No Big Deal” – 4:12 - Single 7" Single (Reemitere) 1. „True Blue” – 4:16 2. „Live to Tell” – 4:37 - Single 12" distribuit în Regatul Unit 1. „True Blue” (Extended Dance Version) – 6:37 2. „Holiday” (Full Length Version) – 6:08 | - Single 12" distribuit în Statele Unite 1. „True Blue” (The Color Mix) – 6:37 2. „True Blue” (Instrumental) – 6:56 3. „True Blue” (Remix/edit) – 4:22 4. „Ain't No Big Deal” – 4:12 - CD Maxi Single distribuit în Germania și Regatul Unit (1995) 1. „True Blue” (The color mix) – 6:37 2. „Holiday” – 6:10 - CD Super Club Mix distribuit în Australia și Japonia 1. „True Blue” (The Color Mix) – 6:37 2. „Everybody” (Dub Version) – 9:23 3. „Papa Don't Preach” (Extended Remix) – 5:45 4. „Everybody” (Extended Version) – 5:56 5. „Live to Tell” (Instrumental Version) – 5:49 |

## Acreditări și personal
- Madonna – textier, producător, voce principală
- Steve Bray – baterie, claviatură, textier, producător
- Bruce Gaitsch – chitară de ritm
- Fred Zarr – claviatură suplimentară
- Steve Peck – inginer de sunet
- Shep Pettibone – remixer
- Herb Ritts – Fotografie
- Jeri McManus – design/copertă

Persoanele care au lucrat la acest cântec sunt preluate de pe broșura albumului True Blue.

## Prezența în clasamente
| Țară (clasament 1986–1987)                      | Poziția maximă | Referință |
| ----------------------------------------------- | -------------- | --------- |
| Australia (Kent Music Report)                   | 5              | [ 65 ]    |
| Austria (Ö3 Austria Top 40)                     | 9              | [ 41 ]    |
| Belgia (Ultratop 50 Flandra)                    | 2              | [ 38 ]    |
| Canada (RPM Top Singles)                        | 1              | [ 30 ]    |
| Elveția (Swiss Hitparade)                       | 6              | [ 66 ]    |
| Europa (European Hot 100 Singles)               | 1              | [ 67 ]    |
| Franța (SNEP)                                   | 6              | [ 68 ]    |
| Germania (Official German Charts)               | 6              | [ 42 ]    |
| Irlanda (IRMA)                                  | 1              | [ 36 ]    |
| Islanda (Íslenski Listinn Topp 40)              | 4              | [ 69 ]    |
| Italia (FIMI)                                   | 4              | [ 39 ]    |
| Noua Zeelandă (Recorded Music NZ)               | 3              | [ 70 ]    |
| Olanda (Dutch Top 40)                           | 4              | [ 40 ]    |
| Olanda (Single Top 100)                         | 4              | [ 71 ]    |
| Polonia (LP3)                                   | 2              | [ 72 ]    |
| Regatul Unit (UK Singles Chart)                 | 1              | [ 33 ]    |
| Spania (AFYVE)                                  | 12             | [ 43 ]    |
| Suedia (Sverigetopplistan)                      | 18             | [ 73 ]    |
| Statele Unite ale Americii (Billboard Hot 100)  | 3              | [ 25 ]    |
| Statele Unite ale Americii (Adult Contemporary) | 5              | [ 26 ]    |
| Statele Unite ale Americii (Dance Club Songs)   | 6              | [ 27 ]    |

| Țară (clasament 1986–1987)                     | Poziția maximă | Referință |
| ---------------------------------------------- | -------------- | --------- |
| Australia (Kent Music Report)                  | 45             | [ 65 ]    |
| Canada (RPM Top Singles)                       | 31             | [ 32 ]    |
| Europa (European Hot 100 Singles)              | 33             | [ 74 ]    |
| Italia (FIMI)                                  | 20             | [ 75 ]    |
| Olanda (Single Top 100)                        | 19             | [ 76 ]    |
| Regatul Unit (UK Singles Chart)                | 10             | [ 33 ]    |
| Statele Unite ale Americii (Billboard Hot 100) | 76             | [ 77 ]    |

## Vânzări și certificări
| \| Țară (clasament) \| Vânzări/ puncte \| Certificare \| Referințe \| \| --------------------------------- \| --------------- \| ----------- \| --------- \| \| Australia (ARIA) \| +70.000 \| \| [37] \| \| Franța (SNEP) \| +250.000 \| \| [78] \| \| Japonia (Oricon) \| +5.710 \| — \| [79] \| \| Regatul Unit (BPI) \| +557.000 \| \| [34][35] \| \| Statele Unite ale Americii (RIAA) \| +500.000 \| \| [28] \| | Note - reprezintă „disc de platină”; - reprezintă „disc de aur”; - reprezintă „disc de platină”. |             |               |
| Țară (clasament) | Vânzări/ puncte                                                                                  | Certificare | Referințe     |
| Australia (ARIA) | +70.000                                                                                          |             | [ 37 ]        |
| Franța (SNEP) | +250.000                                                                                         |             | [ 78 ]        |
| Japonia (Oricon) | +5.710                                                                                           | —           | [ 79 ]        |
| Regatul Unit (BPI) | +557.000                                                                                         |             | [ 34 ] [ 35 ] |
| Statele Unite ale Americii (RIAA) | +500.000                                                                                         |             | [ 28 ]        |